# Prosper Kasim
Prosper Kasim, född 15 december 1996 i Accra, är en ghanansk fotbollsspelare som spelar för Birmingham Legion.

## Karriär
I februari 2017 lånades Kasim ut till Norrby IF. I april 2018 lånades Kasim ut till Mjällby AIF.
Den 1 januari 2019 värvades Kasim av amerikanska Birmingham Legion.